# 有川雅子
有川 雅子（ありかわ まさこ、1983年〈昭和58年〉6月7日 - 、本名同じ）は、気象予報士で、ウェザーニューズが放送しているSOLiVE24及びおは天第2期中四国九州沖縄エリアの元キャスター。
鹿児島大学理学部地球環境科学科(火山地質学専攻)卒業。

## 略歴
- 1983年6月7日 : 鹿児島県に生まれる。
- 2006年2月14日 - 5月31日 : KDDI「EZチャンネル」の動画番組「おは天」の第2期中四国九州沖縄エリアキャスター。
- 2006年6月 - 2007年9月 : SKY PerfecTV!744ch (BSデジタルデータ放送910ch)ウェザーニュースの各番組に出演。
- 2007年10月 - 2008年3月 : 鹿児島でタレント活動。
- 2008年4月 - 2009年3月 : 鹿児島放送に在籍、番組の制作スタッフなどを担当。
- 2009年4月27日 - ：ウェザーニューズのインターネット動画番組SOLiVE24キャスターを務める。
- 2011年6月30日：この日担当の『SOLiVE コーヒータイム』を以ってSOLiVE24キャスターを卒業[1][2][3][4]。
- 2014年：気象予報士の資格を取得。
- 2014年4月～：フリーランスで活動開始。

## 人物
- 愛称は「まこちゃん」、「マコ」。
- 有川担当日の「SOLiVEムーン」の中で行われるコーナー「リポートで一句」では、寄せられるリポートの中から有川自らお題となるリポートを選び俳句を読む。

## 出演番組

### 過去の出演番組
- ウェザーニューズ「SOLiVE24」
  - SOLiVE コーヒータイム - 日（2010年4月11日 -2011年6月30日 ） ※2011年2月7日の改編以降は、日曜日・月曜日出演が基本となった。
  - SOLiVE サンセット - 水・木（2010年4月7日 - 2011年2月3日）
  - SOLiVE ムーン - 月・火（2010年4月6日 -2011年6月28日  ）※2010年4月5日の「春の改編後」の初回放送は山岸愛梨が担当。また2011年2月13日までは月・火曜担当だった。
    - 2011年2月7日の「SOLiVE24」番組改編に伴い、「SOLiVE サンセット」は2月3日の出演をもって卒業、その分を所定の日曜出演に加えた「SOLiVE コーヒータイム」へ充てられる事となり週2～3回体制となった。なお、「SOLiVE ムーン」の所定出演担当日は2月14日以降から火曜・水曜出演へ移動した[注釈 1]。

## 過去
KDDI EZチャンネル
- おは天 中四国九州沖縄エリア担当（2006年2月14日 - 5月31日）

BSデジタルデータ放送910ch ウェザーニュース
- 夜はウェザーニュース（2007年6月 - 9月）

ウェザーニューズ「SOLiVE24」
- ソラマド オールナイト1部（2009年4月27日 - 10月2日）
- サタデー ソラマド ティータイム（2009年9月5日 - 10月3日）
- ソラマド サンセット - 木・金
- SOLiVE Evening - 火・水・土
- ソラマド ムーン - 金
- SOLiVE Night - 火・土